# Bélyegszakértő
A bélyegszakértő vagy bélyegvizsgáló (ném.: Prüfer) olyan bélyeggyűjtő, aki szakterületén olyan fokú filatéliai tudásra tett szert, hogy a bélyeg (illetve filatéliai dokumentum) valódiságát megbízhatóan meg tudja állapítani. Ebbe beletartozik, hogy a papír, vízjel, nyomás, bélyegkép, felülnyomás, színek, fogazat, kiadás vagy más filatéliai szempontból azt a hamistól meg tudja különböztetni, és egyértelmű véleményt tud mondani.
A Magyarországon hivatalosan működő bélyegszakértőnek szakértői engedéllyel kell rendelkeznie, mely lehetett:
- Az igazságügy-miniszter által kiadott igazságügyi szakértői igazolvány.[1]
- A Nemzeti Hírközlési Hatóság hivatala által kiadott bélyegszakértői engedély.[2]
- A Magyar Bélyeggyűjtők Országos Szövetségének engedélye

Az első két szakértői engedély különbözőségét legjobban a törvényi háttér mutatja:
- Az igazságügyi szakértői tevékenységről szóló 2005. évi XLVII. törvény: 1. § (1) „Az igazságügyi szakértő feladata, hogy a bíróság, az ügyészség, a rendőrség és a jogszabályban meghatározott más hatóság (továbbiakban együtt: hatóság) kirendelése, vagy megbízás alapján, a tudomány és a műszaki fejlődés eredményeinek felhasználásával készített szakvéleménnyel segítse a tényállás megállapítását, a szakkérdés eldöntését.”[3]
- A már nem hatályos, szakértői működéssel kapcsolatos egyes kérdések szabályozásáról szóló 1971. évi 24. Kormányrendelet: 5. § „A szakértő vizsgálatának a megbízás figyelembevételével az ügy minden lényeges körülményére ki kell terjednie, a szakértőnek a tudomány mindenkori állásának figyelembevételével a szóba jövő vizsgálati eljárásokat és módszereket alkalmaznia kell, és azok alapján körültekintően és részrehajlás nélkül kell megadnia szakvéleményét; köteles a megbízójának figyelmét felhívni minden olyan körülményre, amely az általa ismert adatokra tekintettel a szakvélemény felhasználását befolyásolhatja és szükséges a megbízó érdekeinek megvédéséhez. Egyebekben a szakértő működésére és felelősségére a polgári jog és a büntetőjog rendelkezései az irányadók.”[4]

A bélyegszarkétő postai szakértőnek minősül, részletes szabályait a postatörvény szerint a Nemzeti Média- és Hírközlési Hatóság elnökének rendeletben kellene szabályoznia.
Magyarországon az igazságügyi bélyegszakértőket jogszabályváltozás miatt átsorolták, ezért igazságügyi bélyegszakértő nem létezik.
Magyarországon hivatalosan elfogadott bélyegszakértő (bélyegvizsgáló) szervezet egyedüliként a Mafitt ernyője alatt működő Magyar Bélyegvizsgáló Szakcsoport (MBSZ). Az MBSZ tagjai között több, más bélyegszakértői szervezet (VP és VPEX) tagja is megtalálható. A VP- és VPEX-tagok hivatalos könyvvizsgálóként működnek.

## Külső hivatkozás
- nmhh.hu – Postai szolgáltatások és bélyegszakértők nyilvántartása